# Palaeochiropterygidae
Palaeochirpterygidae es una familia extinta de murciélagos. Originalmente, el naturalista suizo Pierre Revilliod erigió en 1917 esta familia para el género Palaeochiropteryx encontrado fósil en el Messel Pit, en Alemania. La familia Palaeochiropterygidae se integró en Archaeonycteridae (según Kurten & Anderson), pero actualmente se mantiene la distinción entre ambas. Se clasificó en el clado Microchiropteramorpha por Smith et al. en 2007.
Existieron desde el Ypresiense hasta el Lutetiano del Eoceno (55,8 a 40,4 millones de años atrás).

## Clasificación
Contiene cuatro géneros (esta lista podría estar incompleta):
- † Cecilionycteris Heller, 1935

- † Cecilionycteris prisca Heller, 1935 - Geiseltal (Lutetiano), Alemania

- † Lapichiropteryx Tong, 1997

- † Lapichiropteryx xiei Tong, 1997 - Yuanqu Basin (Ypresiense?), China

- † Microchiropteryx Smith et al., 2007

- † Microchiropteryx folieae Smith et al., 2007  - Vastan Lignite Mines (Ypresiano), India

- † Palaeochiropteryx Revilliod, 1917

- † Palaeochiropteryx tupaiodon Revilliod, 1917 - Messel Pit (Lutetiano), Alemania
- † Palaeochiropteryx spiegeli Revilliod, 1917 - Messel Pit (Lutetiano), Alemania